# Dallas Mavericks 2004-2005
La stagione 2004-2005 dei Dallas Mavericks fu la 25ª nella NBA per la franchigia.
I Dallas Mavericks arrivarono secondi nella Southwest Division della Western Conference con un record di 58-24. Nei play-off vinsero il primo turno con gli Houston Rockets (4-3), perdendo poi la semifinale di conference con i Phoenix Suns (4-2).

## Risultati
| Team                | W  | L  | PCT. | GB |
| ------------------- | -- | -- | ---- | -- |
| San Antonio Spurs   | 59 | 23 | 72,0 | -  |
| Dallas Mavericks    | 58 | 24 | 70,7 | 1  |
| Houston Rockets     | 51 | 31 | 62,2 | 8  |
| Memphis Grizzlies   | 45 | 37 | 54,9 | 14 |
| New Orleans Hornets | 18 | 64 | 22,0 | 41 |

## Roster
| N° | Naz.                    | Ruolo | Sportivo          | Anno | Alt. | Peso |
| -- | ----------------------- | ----- | ----------------- | ---- | ---- | ---- |
| 2  | Stati Uniti (bandiera)  | A     | Keith Van Horn    | 1975 | 208  | 100  |
| 4  | Stati Uniti (bandiera)  | GA    | Michael Finley    | 1973 | 201  | 98   |
| 5  | Stati Uniti (bandiera)  | GA    | Josh Howard       | 1980 | 201  | 95   |
| 6  | Stati Uniti (bandiera)  | GA    | Marquis Daniels   | 1981 | 198  | 91   |
| 10 | Stati Uniti (bandiera)  | G     | Darrell Armstrong | 1968 | 183  | 77   |
| 21 | Stati Uniti (bandiera)  | G     | Dan Dickau        | 1978 | 183  | 86   |
| 24 | Russia (bandiera)       | C     | Pavel Podkol'zin  | 1985 | 226  | 118  |
| 25 | Stati Uniti (bandiera)  | C     | Erick Dampier     | 1975 | 211  | 120  |
| 28 | RD del Congo (bandiera) | C     | D.J. Mbenga       | 1980 | 213  | 111  |
| 31 | Stati Uniti (bandiera)  | G     | Jason Terry       | 1977 | 188  | 176  |
| 34 | Stati Uniti (bandiera)  | G     | Devin Harris      | 1983 | 191  | 84   |
| 41 | Germania (bandiera)     | A     | Dirk Nowitzki     | 1978 | 213  | 108  |
| 42 | Stati Uniti (bandiera)  | AC    | Jerry Stackhouse  | 1974 | 198  | 99   |
| 44 | Stati Uniti (bandiera)  | C     | Shawn Bradley     | 1972 | 229  | 107  |
| 50 | Stati Uniti (bandiera)  | A     | Alan Henderson    | 1972 | 206  | 107  |
| 52 | Stati Uniti (bandiera)  | C     | Calvin Booth      | 1976 | 211  | 104  |

## Staff tecnico
- Allenatori: Don Nelson (42-22) (fino al 19 marzo)[1], Avery Johnson (16-2)
- Vice-allenatori: Avery Johnson (fino al 19 marzo), Del Harris, Larry Riley, Charlie Parker, Rolando Blackman
- Vice-allenatori per lo sviluppo dei giocatori: Brad Davis, Kelvin Upshaw
- Preparatore atletico: Casey Smith
- Assistente preparatore: Dionne Calhoun
- Preparatore fisico: Robert Hackett